# لیبوشه شافرانکووا
لیبوشه شافرانکووا (چکی: Libuše Šafránková؛ زادهٔ ۱۶ سپتامبر ۱۹۵۳) بازیگر اهل جمهوری چک است. خواهر او نیز بازیگر سینما وتلویزیون بود.
از فیلم‌ها یا برنامه‌های تلویزیونی که وی در آن نقش داشته است می‌توان به کلیا اشاره کرد.